# Ланкастер (Калифорнија)
Ланкастер (енгл. Lancaster) град је у америчкој савезној држави Калифорнија у округу Лос Анђелес. Налази се северно од града Лос Анђелеса. По попису становништва из 2010. у њему је живело 156.633 становника.

## Географија
Ланкастер се налази на надморској висини од 2.359 ft (719 m).

## Историја
Ланцастер је насељен крајем 19. века. Порекло имена града предмет је расправе међу историчарима, али се претпоставља да је име добио по Ланкастеру у Пенсилванији или Ланкастеру у Енглеској.
Насеље је расло брзо, а поготово на прелазу у 20. век, када су истовремено откривени злато и боракс у планинама око долине Антелопе. Град је данас познат по авиоиндустрији.

## Демографија
Према попису становништва из 2010. у граду је живело 156.633 становника, што је 37.915 (31,9%) становника више него 2000. године.
|                   | 2010.            | 2000.            |
| Укупно            | 156 633 (100,0%) | 118 718 (100,0%) |
| Хиспаноамериканци | 59 596 (38,05%)  | 28 644 (24,13%)  |
| Белци             | 53 576 (34,20%)  | 62 256 (52,44%)  |
| Афроамериканци    | 32 083 (20,48%)  | 19 009 (16,01%)  |
| Азијати           | 6 810 (4,348%)   | 4 523 (3,810%)   |
| Остали            | 4 568 (2,916%)   | 4 286 (3,610%)   |